# Бозон I де Ла Марш

Графства Марш и Перигор на карте Франции 1030 г.

Бозон I Старый (фр. Boson le Vieux, лат. Bosonis vetuli; около 910 — 968/974) — французский феодальный сеньор, основатель дома де Ла Марш. Считается первым графом Марша, хотя нигде в документах не упоминается с графским титулом.

Поколенная роспись графов Перигора по Кристиану Сеттипани

## Биография
Согласно хронике аббатства Сен-Мексан, Бозон был сыном некоего Сюльписа, который, в свою очередь, был сыном графа Годфрида де Шарру.
Около 950 года под контролем Бозона находилась пограничная область (la Marche) Лимузена в сторону графства Бурж. Там он построил замок Беллак, который стал столицей его владений.
Заклятым врагом Бозона был виконт Лиможа Жеро. Около 968 года между ними началась открытая война. Бозон попытался захватить город Ла Бросс, но Жеро и его сын Ги отбили нападение.
Вскоре после этого Бозон умер.
Прозвище «Старый» (лат. vetulus) приводится в хронике Адемара — вероятно, чтобы отличить Бозона I от его одноименного сына.
Жена: приблизительно с 944 года — Эмма Перигорская (около 930 — после 988), вероятно, дочь графа Перигора и Ангулема Бернара. Известны пятеро их детей:
- Эли I (умер около 975), граф Марша и Перигора
- Адальберт I (умер в 997), граф Марша и Перигора
- Бозон II (умер между 1003 и 1012), граф Марша и Перигора
- Гозберт, монах
- Мартин (умер в 1000), епископ Перигё с 992 года.

## Комментарии
1. ↑  Адемар Шабанский называл Эмму сестрой (лат. sorore) Бернара и женой Бозона Старого, однако это невозможно по хронологическим соображениям. Гильом I Перигорский, отец Бернара, умер около 918 года, а сам Бернар родился около 892/895 года. Поэтому здесь либо хронист ошибся и Эмма была не сестрой, а дочерью Бернара, либо Эмма была дочерью матери Бернара от неустановленного второго брака[1].